# Panathinaïkós (volley-ball)
Pour les articles homonymes, voir Panathinaïkos.
Maillots
Le Panathinaïkós est la section volleyball du club omnisports homonyme d'Athènes fondé en 1908. La section volley-ball a quant à elle été fondée en 1919, et a disparu entre 1930 et 1938 avant d'être recréée.

## Palmarès
| Compétitions nationales | Compétitions internationales                                                    |
| - Championnat de Grèce : - Vainqueur (20) : 1963, 1965, 1966, 1967, 1970, 1971, 1972, 1973, 1975, 1977, 1982, 1984, 1985, 1986, 1995, 1996, 2004, 2006, 2020, 2022. - Coupe de Grèce : - Vainqueur (6) : 1982, 1984, 1985, 2007, 2008, 2010. - Supercoupe de Grèce : - Vainqueur (1) : 2006. | - Coupe des vainqueurs de coupe/Coupe de la CEV : - Finaliste (2) : 1980, 2009. |

## Joueurs et personnalités du club

### Entraîneurs
- 1960-1968 :  Gerasimos Theodoratos
- 1968-1974 :  Sava Grozdanović
- 1974-1977 :  Andreas Bergeles
- 1977-1979 :  Nikos Bergeles
- 1979-1981 :  Sava Grozdanović
- 1981-1983 :  Aurel Constantinescu
- 1983-1985 :  Yanus Bandora
- 1985-1987 :  Tasos Koumblis
- 1987-1988 :  Giórgos Dermátis
- 1988-1990 :  Jerzy Welz
- 1990-1993 :  Michális Georgantís
- 1993-1994 :  Jerzy Welz
- 1994-1997 :  Stelios Prosalikas
- 1997-1998 :  Michalis Triantafyllidis
- 1997-1998 :  Nóntas Báimpos
- 1998-1999 :  Tásos Koumplís
- 1998-1999 :  Stelios Prosalikas
- 1999-2000 :  Dragan Mikhailovich
- 1999-2000 :  Giórgos Dermátis
- 1999-2000 :  Chrístos Papadópoulos
- 2000-2002 :  Roberto Cernotti
- 2002-2003 :  Daniele Ricci
- 2003-2004 :  Stelios Kazazis
- 2004-2005 :  Panagiótis Lakasás
- 2004-2005 :  Chrístos Papadópoulos
- 2005-2006 :  Carlos Weber
- 2006-2007 :  José Francisco dos Santos
- 2007-2008 :  Mauro Berruto
- 2008-2009 :  Alekos Leonis
- 2009-2010 :  Stelios Kazazis
- 2010-2011 :  Giannis Laios
- 2011-2012 :  Nikos Boutsouris
- 2011-2012 :  Dimitrios Kazazis
- 2012-2013 :  Giórgos Bakodímos
- 2013-2014 :  Ioannis Kalmazidis
- 2014 :  Giannis Laios
- 2014- :  Dimitris Andreopoulos

### Joueurs majeurs

#### Du monde entier
- Dante Amaral  Brésil (réceptionneur-attaquant, 2,02 m)
- André Nascimento  Brésil (réceptionneur-attaquant, 1,99 m)
- Tontor-Zlatko Baev  Grèce (réceptionneur-attaquant, 2,00 m)
- Liberman Agamez  Venezuela (attaquant, 2,07 m)
- Plamen Konstantinov  Bulgarie (réceptionneur-attaquant, 2,02 m)
- Björn Andrae  Allemagne (réceptionneur-attaquant, 2,00 m)
- Paweł Zagumny  Pologne (passeur, 2,00 m)
- Łukasz Żygadło  Pologne (passeur, 2,01 m)
- Andrija Gerić  Serbie (central, 2,03 m)
- Clayton Stanley  États-Unis (attaquant, 2,05 m)

#### Les Français et le Panathinaikos
- Fabrice Bry (pointu, 2,02 m)
- Hubert Henno (libero, 2,02 m)
- Guillaume Samica (réceptionneur-attaquant, 2,02 m)
- Renaud Herpe (réceptionneur-attaquant, 1,97 m)